# Le Bus fatal
Le Bus fatal (Lost Our Lisa) est le 24e épisode de la saison 9 de la série télévisée d'animation Les Simpson.

## Synopsis
Bart et Milhouse décident de profiter d'un jour de congés dû à un séminaire organisé pour les professeurs de l'école élémentaire de Springfield pour aller dans une boutique de farces et attrapes. Bart, notamment, se colle sur le visage des articles de farces et attrapes, qu'il n'arrive plus à enlever par la suite.
Alors que Lisa avait planifié d'aller avec sa mère au Muséum de Springfield afin de voir une exposition temporaire sur les trésors de l'Égypte, et en particulier l'Orbe d'Isis, cette dernière lui annonce qu'elle ne peut pas l'accompagner car elle doit accompagner Bart chez le médecin pour lui retirer les objets collés. Lisa est catastrophée car il s'agit du dernier jour de l'exposition. Elle appelle son père pour lui demander l'autorisation d'y aller en bus, et Homer accepte. Elle part en bus, mais se trompe entre le 22 et le 22A, qui lui ne va pas en direction du musée. Elle se retrouve perdue en pleine campagne et l'antipathie du chauffeur de bus ainsi que les autres ne l'aident pas à retrouver son chemin.
Pendant ce temps à la centrale, Homer, après avoir parlé de la décision de Lisa avec Carl et Lenny, se décide à aller la retrouver. Il se rend en ville et emprunte un élévateur pour voir où elle se trouve. Ne sachant pas le manipuler, il se retrouve coincé sur un pont-levis. Une fois sorti de là, il décide de l'emmener quand même au musée de force, qui est alors fermé.